# سوبهيتا دوليبالا
سوبهيتا دوليبالا (من مواليد 31 مايو 1992) هي ممثلة هندية وعارضة أزياء. احتلت المرتبة الثانية في مسابقة ملكة جمال الهند لعام 2013 ومثلت البلاد في مسابقة ملكة جمال الأرض عام 2013. في مجال السينمائي قدمت دوليبالا دورها التمثيلي في فيلم الإثارة رامان راغاف 2.0 (2016) من إخراج أنوراج كاشياب وذهبت إلى دور البطولة في فيلم التجسس التيلوجي غوداتشاري (2018) وسلسلة أمازون بريم الدرامية صنع في الجنة (2019).

## نشأتها
ولدت سوبهيتا دوليبالا في تينالي، أندرا براديش، الهند، من عائلة براهمين. لقد نشأت في فيساخاباتنام. انتقلت إلى مومباي لمواصلة مهنتها في مجال الأفلام ومزيد من الأكاديميين في جامعة كلية هاسارام ريجومال للتجارة والاقتصاد، جامعة مومباي. وهي أيضًا راقصة كلاسيكية مدربة في بهاراتاناتيام وكوتشيبودي.

## روابط خارجية
- سوبهيتا دوليبالا على موقع IMDb (الإنجليزية)